# 林博氏刺蝶魚
林博氏刺蝶魚，為輻鰭魚綱鱸形目鱸亞目蓋刺魚科的其中一個種。

## 分布
本魚只發現於東太平洋的克利珀頓島（Clipperton Island）海域。

## 特徵
本魚體側扁，略呈長橢圓，口小，體色為鐵灰藍色，幼魚則體側具有許多藍色的細直條紋。腹鰭與尾鰭白色，背鰭和臀期邊緣具藍色邊。體側有一明顯的白斑，體長可達25公分。

## 生態
本魚棲息於珊瑚礁或岩礁區。

## 經濟利用
可做為觀賞魚。